# Harrison Ford
Harrison Ford, ameriški filmski in televizijski igralec ter producent, * 13. julij 1942, Chicago, Illinois, Združene države Amerike.
Ford je zaslovel z vlogo Hana Sola v originalni trilogiji Vojna zvezd, poznan pa je tudi po glavni vlogi v filmski seriji Indiana Jones. Poleg tega je zaigral Ricka Deckarda v filmu Iztrebljevalec, Johna Booka v filmu Priča in Jacka Ryana v filmih Patriotske igre in Neposredna nevarnost. Njegova kariera, ki se razteza čez šest desetletij, obsega veliko hollywoodskih uspešnic, kot so Presumed Innocent, The Fugitive, Air Force One in Potopljene sence. Na vrhuncu njegove kariere so se štirje od njegovih filmov uvrstili na prvih šest mest najbolje prodajanih filmov vseh časov. Pet od njegovih filmov so vključili v Narodni register filmov (National Film Registry).
Leta 1997 je revija Empire Harrisonu Fordu dodelila prvo mesto na seznamu »100 največjih filmskih zvezd vseh časov«. Do julija 2008 so z njegovimi filmi v Združenih državah Amerike zaslužili več kot 3,5, po svetu pa več kot 6 milijard $, s čimer je Ford postal tretji najuspešnejši ameriški filmski zvezdnik. Je mož igralke Caliste Flockhart.

## Zgodnje življenje
Harrison Ford se je rodil v Chicagu, Illinois, Združene države Amerike v bolnišnici Swedish Covenant. Njegova mama, Dorothy (rojena Dora Nidelman), je bila gospodinja in bivša radijska igralka, njegov oče, Christopher Ford (rojen John William Ford), pa je bil producent reklam in bivši igralec. Njegov mlajši brat Terence se je rodil leta 1945. Njegova stara starša po očetovi strani, John Fitzgerald Ford in Florence Veronica Niehaus, sta imela irske in nemške korenine, njegova stara starša po materini strani, Harry Nidelman in Anna Lifschutz, pa sta bila Juda, ki sta se v Združene države Amerike preselila iz Minska, Belorusija (takrat je bil to del Ruskega imperija). Ko so ga povprašali po veri, v kateri sta bila z bratom vzgojena, je v šali odgovoril: »Demokratska« in: »Vzgajali so naju tako, da sva odrasla v čistokrvna liberalca.« V televizijskem intervjuju avgusta 2000 je na vprašanje, kakšen vpliv imajo njegove katoliško-irske in judovsko-ruske korenine nanj kot na osebo in umetnika, je komično dejal: »Kot človek sem se vedno počutil zelo irsko, kot igralec pa zelo judovsko.«
Harrison Ford je bil skavt, kjer si je prislužil drugi najvišji naziv, življenjski skavt. Delal je na pustolovski bazi Napowan na skavtskem kampu, kjer si je prislužil značko raziskovalca za raziskovanje plazilcev. Zato sta se z režiserjem Stevenom Spielbergom kasneje odločila, da bosta mlajšo verzijo Indiane Jonesa v filmu Indiana Jones in zadnji križarski pohod upodobila kot skavta, njegovo znanje o plazilcih pa sta v šali spremenila, tako da se Indiana Jones kač boji.
Leta 1960 je Harrison Ford maturiral na srednji šoli Maine East v Park Ridgeu, Illinois. Bil je prvi dijak te šole, ki je spregovoril na njihovem takrat novem šolskem radiu, WMTH, v svojem zadnjem letniku (šolsko leto 1959/1960) pa je bil prvi športni poročevalec njihovega radia. Po srednji šoli je pričel obiskovati kolidž Ripon v Wisconsinu, kjer je bil član bratovščine Sigma Nu. Tam je v svojem zadnjem letniku zato, da ne bi bil več tako sramežljiv, pričel obiskovati učne ure igranja. Ford, ki je samega sebe opisal kot »pozno razcvetelega«, se je takrat pričel zanimati za igranje.

## Zgodnja kariera
Leta 1964 je Harrison Ford odpotoval v Los Angeles, Kalifornija, kjer se je želel zaposliti kot radijski napovedovalec. Službe ni dobil, a se je potem, ko je podpisal pogodbo s Columbia Pictures za njihov program »Nov talent«, v sklopu katere so mu tedensko plačali 150 $, odločil ostati. Njegova prva vloga je bila vloga v filmu Dead Heat on a Merry-Go-Round (1966), kjer je zaigral postrežčka. O njegovih vlogah v filmih, v katerih ni nikoli govoril ali je igral kot statist, ni znano veliko. Ford je pristal na dnu seznama zaposlenih, ki potrebujejo službo v Columbia Pictures, saj je užalil režiserja Jerryja Tokovskyja, ko je zaigral postreščka v enem od njegovih filmov. Tokovsky mu je namreč dejal, da je, ko je igralcu Tonyju Curtisu prinesel njegovo vrečko z zelenjavo, to naredil kot filmska zvezda, najeli pa so ga zato, da bi to naredil kot postrešček. Vseeno pa si je priskrbel vloge v drugih filmih, kot na primer Čas za umor, kjer je zaigral poleg Glenna Forda, Georgea Hamiltona in Ingerja Stevensa.
Njegova naslednja vloga je bila manjša vloga v filmu Luv (1967), kjer pa na koncu ponovno ni bil omenjen kot eden od igralcev ali statistov v filmu. Ko so mu končno pripisali zasluge za igranje v filmu, so ga omenili pod imenom »Harrison J. Ford« v vesternu Čas za umor, čeprav inicialka »J« ni pomenila ničesar, saj Ford nima srednjega imena. Inicialko so k njegovemu imenu dodali zato, da ga ne bi zamešali z igralcem Harrisonom Fordom, ki je med letoma 1915 in 1932 zaigral v več kot osemdesetih nemih filmih, umrl pa je leta 1957. Ford je dejal, da je za igralca prvič slišal šele, ko je na Hollywood Walk of Fame naletel na zvezdo z lastnim imenom. Inicialko je kmalu opustil in pričel pod pravim imenom delati za Universal Studios, kjer je v poznih šestdesetih in zgodnjih sedemdesetih zaigral mnogo manjših vlog v raznih televizijskih serijah, kot so Gunsmoke, Ironside, The Virginian, The F.B.I., Love, American Style in Kung Fu. Nato je zaigral v vesternu Journey to Shiloh (1968) in se za kratek čas pojavil v filmu Michelangela Antonionija, Zabriskie Point (1970), kjer pa njegov lik, študentski protestnik, ki ga aretirajo, ni spregovoril in Forda na koncu filma niso omenjali kot člana igralske zasedbe. Ker ni bil zadovoljen z vlogami, ki so mu jih ponudili, se je Ford sam naučil, kako opravljati delo tesarja in s tem preživljal svojo takratno ženo in njuna dva majhna otroka. V tem času je na njihovi turneji postavljal oder popularnega rock banda The Doors. Zgradil je tudi teraso za igralko Sally Kellerman in snemalni studio za brazilskega menedžerja glasbenih skupin Sérgia Mendesa.
Nato ga je režiser George Lucas najel, da mu je zgradil kabinete na njegovem domu; ta mu je nazadnje dodelil ključno stransko vlogo v njegovem filmu Ameriški grafiti (1973). Prijateljstvo Harrisona Forda z Georgeom Lucasom je imelo kasneje velik vpliv na njegovo kariero. Potem, ko je film Boter Francisa Forda Coppole požel velik uspeh, ga je tudi ta režiser najel, da mu je povečal njegovo pisarno, nato pa mu je dodelil manjši vlogi v svojih filmih The Conversation (1974) in Apokalipsa zdaj (1979); v slednjem je zaigral vojaškega častnika po imenu »G. Lucas«.

## Preboj s filmskimi serijami

### Vojna zvezd
Fordovo tesarsko delo mu je nazadnje prislužilo njegovo prvo filmsko vlogo. Leta 1975 ga je George Lucas najel za branje scenarija z igralci, ki so odšli na avdicijo za film Vojna zvezd (1977). Njegova interpretacija scenarija mu je bila všeč, zato mu je nazadnje dodelil vlogo Hana Sola. Film je postal eden svetovno najuspešnejših filmov vseh časov in z njim je Harrison Ford po svetu zaslovel kot superzvezda. Kmalu zatem je podoben uspeh požel z igranjem v nadaljevanjih filma, Epizoda V: Imperij vrača udarec (1980) in Epizoda VI: Vrnitev jedija (1983), ter s televizijsko specijalko The Star Wars Holiday Special (1978). Ford je želel, da bi Lucas Hana Sola na koncu filma Vrnitev jedija ubil, saj naj bi to »filmu dodalo globino«, vendar Lucas tega ni želel storiti.

### Indiana Jones
Kot glavni igralec se je Harrison Ford uveljavil šele, ko je zaigral Indiano Jonesa v filmu Georgea Lucasa in Stevena Spielberga, Indiana Jones in lov za izgubljenim zakladom (1981). Spielberg naj bi vlogo želel Fordu ponuditi že vse od začetka, vendar se s tem ni strinjal Lucas, saj je z igralcem sodeloval že pri filmih Vojna zvezd in Ameriški grafiti, a se je potem, ko Tom Selleck vloge ni mogel sprejeti, strinjal, da za vlogo najameta Forda. Slednji je Jonesa zaigral tudi v nadaljevanjih, Indiana Jones in tempelj smrti (1984) in Indiana Jones in zadnji križarski pohod (1989). Kasneje je lik ponovno zaigral v epizodi serije The Young Indiana Jones Chronicles leta 1993 in v četrtem filmu, Indiana Jones in kraljestvo kristalne lobanje (2008).

## Ostala filmska dela
Harrison Ford je zaigral tudi v filmih Heroes (1977), Force 10 from Navarone (1978) in Ulica Hanover (1979). Poleg Genea Wilderja je zaigral tudi v vesternu The Frisco Kid, kjer je zaigral dobrosrčnega roparja bank. Nato je kot Rick Deckard zaigral v kultnem znanstveno-fantastičnem filmu Ridleyja Scotta, Iztrebljevalec (1982). Poleg tega je zaigral tudi v veliko dramsko-akcijskih filmih, kot sta filma Priča (1985) in The Mosquito Coast (1986) Petra Weira ter Frantic (1988) Romana Polanskija.
V devetdesetih je več pozornosti pritegnil z vlogo Jacka Ryana v filmih Patriotske igre (1992) in Neposredna nevarnost (1994) Toma Clancyja, zaigral pa je tudi glavne vloge v filmih Presumed Innocent (1990) in The Devil's Own (1997) Alana Pakule, The Fugitive (1993) Andrewa Davisa, različici filma Sabrina (1995) Sydneyja Pollacka in filmu Air Force One (1997) Wolfganga Petersena. S filmi, ki jih je posnel v tem času, se je kot dramski igralec; v filmih Presumed Innocent in Potopljene sence (2000) je zaigral prešuštniškega moža, v filmu Regarding Henry (1991) Mikea Nicholsa pa moškega, ki okreva od amnezije.
Veliko vlog v svojih pomembnejših filmih je dobil po nenavadnem spletu naključij: vlogo Hana Sola je dobil, ko je bral scenarij na avdiciji nekega drugega igralca, vlogo Indiane Jonesa zato, ker je ni mogel sprejeti Tom Selleck, vlogo Jacka Ryana pa naj bi po poročanju dobil zaradi zahtev Aleca Baldwina (ta je ta lik zaigral v filmu Lov na Rdeči oktober) po preveliki plači, čeprav je Baldwin sam to zanikal.

### Nedavne vloge
Harrison Ford je od konca devetdesetih do danes zaigral v več s strani kritikov zasmehovanih in komercialno neuspešnih filmih, kot so Šest dni, sedem noči (1998), Nemirna srca (1999), K-19: Črna vdova (2002), Hollywoodski kifeljci (2003), Požarni zid (2006) in Izredni ukrepi (2010). Ena od izjem je bil film iz leta 2000, Potopljene sence, s katerim so le v Združenih državah zaslužili 155, po svetu pa kar 291 milijonov $.
Leta 2004 je zavrnil vlogo v trilerju Siriana, o čemer je kasneje dejal: »Nisem bil prepričan o relevantnosti gradiva, na katerem je film temeljil, a mislim, da sem naredil napako.« Vlogo, ki jo je zavrnil, je nazadnje odigral George Clooney, ki je bil za svoj nastop v filmu nagrajen z oskarjem in zlatim globusom. Že pred tem je zavrnil vlogo v filmu Stephena Gaghana in Roberta Wakefielda, Trafic, ki jo je kasneje odigral Michael Douglas.
Leta 2008 je Harrison Ford ponovno požel nekaj uspeha s filmom Indiana Jones: Kraljestvo kristalne lobanje, kjer je ponovno sodeloval z Georgeom Lucasom in Stevenom Spielbergom. Film so kritiki v glavnem hvalili in postal je drugi najbolje prodajani film po svetu leta 2008. Kasneje je dejal, da bi rad ponovno zaigral Indiano Jonesa, a le, »... če jo bodo posneli prej kot v dvajsetih letih.«
Poleg tega je leta 2008 zaigral še v filmu Crossing Over Waynea Kramra. V filmu je poleg Ashley Judd in Rayja Liotte zaigral uslužbenca urada za imigracije. Pripovedoval je tudi zgodbo v dokumentarnem filmu o Dalajlami, naslovljenem Dalai Lama Renaissance.
Nato je leta 2009 v Portlandu, Oregon posnel zdravstveno dramo Izredni ukrepi. V filmu, izdanem 22. januarja 2010, je zaigral poleg Brendana Fraserja in Alana Rucka. Kasneje istega leta je ob Patricku Wilsonu, Rachel McAdams in Diane Keaton zaigral v filmu Jutranje veselje.
Julija 2011 je poleg Daniela Craiga in Olivie Wilde zaigral v znanstveno-fantastičnem vesternu Kavboji in vesoljci. V filmu je zaigral polkovnika Woodrowa Dolarhydea, ki z železno roko vlada mestu Absolution. S producentom Stevenom Spielbergom nista želela, da bi njegov lik nosil kavbojski klobuk, saj sta se bala, da bi to gledalce preveč spominjalo na filme o Indiani Jonesu. Ford je svoj lik opisal kot »zagrenjenega starca« V sklopu promocije filma se je pojavil na mednarodnem Comic-Conu v San Diegu; na oder so ga varnostniki pripeljali vklenjenega v lisice in pred gledalci je zaigral celo točko o tem, kako so ga na Comic-Con zvlekli proti njegovi volji. S tem se je norčeval iz dogodka, ko so malo pred premiero filma iz dvorane vklenjenega odpeljali moškega, ki naj bi napadel več ljudi. Po nastopu je občinstvo, ki je vključevalo tudi njegove soigralce iz filma, navdušeno ploskalo, in presenečen nad toplim sprejemom njegove točke je Harrison Ford občinstvu dejal: »Želel sem se le preživljati kot igralec. Nisem vedel, da bo tako.«
Leta 2011 je zaigral v japonski reklami za videoigro Uncharted 3: Drake's Deception za PlayStation 3. V reklami igra igro in gledalcem da vedeti, da je nad njo navdušen.
Aprila 2012 so poročali, da je v zadnji fazi pogajanj za igranje v filmu Paranoja. Takrat so poročali, da bo v filmu zaigral zvezdnik filma Igre lakote, Liam Hemsworth, v zadnji fazi pogajanj pa je bil tudi igralec Gary Oldman. Film, ki ga je režiral Robert Luketic, so pričeli snemati poleti tistega leta, govori pa o bitki dveh velikih telefonskih podjetij v poslovnem svetu
Harrison Ford bo Hana Sola zaigral tudi v Vojni zvezd: Epizoda VII.

## Zasebno življenje

### Zakoni in družina
Ford je eden od igralcev, ki v Hollywoodu najbolje varujejo svojo zasebnost. S svojo prvo ženo, Mary Marquardt, ima dva sinova, Benjamina in Willarda, s svojo drugo ženo, scenaristko Melisso Mathison, pa še dva otroka, Malcolma in Georgio.
Potem, ko sta se spoznala na podelitvi zlatih globusov leta 2002, je pričel hoditi z igralko Calisto Flockhart, s katero sta starša njenemu posvojenemu sinu Liamu. Na Valentinovo leta 2009 jo je zasnubil. Poročila sta se 15. junija 2010 v Santa Feju, Nova Mehika, kjer je snemal film Kavboji in vesoljci.
Ford ima tri vnuke: Eliela (roj. 1993), Giuliano (roj. 1997) in Ethana (roj. 2000). Njegov sin Benjamin ima v lasti bar Ford's Filling Station v Culver Cityju, Kalifornija. Njegov sin Willard ima v lasti razstavni prostor Ford & Ching in trgovino z oblačili Ludwig.

### Poškodba brade in hrbta
Pri dvajsetih si je Harrison Ford poškodoval brado, ko se je s svojim avtomobilom, Volvom 544, zaletel v telefonski drog v Severni Karolini; brazgotina, ki mu je od nesreče ostala, je vidna v vseh njegovih filmih. V filmu Indiana Jones in zadnji križarski pohod brazgotino tudi razložijo; Indiana Jones naj bi jo dobil, ko se je boril z levom. V filmu Working Girl njegov lik pove, da je brazgotino dobil, ko je omedlel in z brado udaril v straniščno školjko, medtem ko mu je njegovo dekle preluknjalo uho.
Junija 1983, pri štiridesetih, je med snemanjem filma Indiana Jones in tempelj smrti v Londonu poškodoval hrbet, zaradi česar je moral odleteti na nujno operacijo v Los Angeles. Na snemanje se je vrnil čez šest tednov.

### Letalstvo
Harrison Ford je zasebni pilot tako za helikopterje kot za letala s fiksnimi krili. V lasti ima 3,2 kvadratnih kilometrov velik ranč v Jacksonu, Wyoming; približno polovica ranča je uredil v naravni rezervat. Večkrat je sam pilotiral helikopter v lokalnih reševalnih akcijah, na primer ob reševanju pohodnika iz gora pred dehidracijo.
Ford se je pilotiranja pričel učiti z letalom Piper PA-20 Pacer na letališču Wild Rose Idlewild v Wild Roseu, Wisconsin v šestdesetih, vendar si učnih ur, ki so stale 15 $ na uro, ni mogel privoščiti, zato je z učenjem moral prekiniti. V devetdesetih je kupil rabljeno letalo Gulfstream II in enega od pilotov letala, Terryja Benderja, prosil, naj ga nauči pilotirati. Pričela sta leteti v letalu Cessna 182, s katerim sta letela iz Jacksona, Wyoming, kasneje pa je Ford sam letel z letalom Cessna 206 iz Teterbora, New Jersey.
23. oktobra 1999 je bil eden od udeležencev v nesreči s helikopterjem Bell 206L4 LongRanger (N36R). V poročilu o nesreči na NTSB-ju je napisano, da je Harrison Ford pilotiral nad jezerom Piru v Santa Clariti, Kalifornija, polet pa naj bi bil le rutinska vaja. Ko je že drugič neuspešno poskušal usposobiti avtopilota za kroženje, je pustil, da se je letalo spustilo na višino okoli 50 metrov, nato pa se je pričel zopet dvigati. Letalo je vmes porabilo preveč goriva, zato so bili prisiljeni pristati. Pristali so zelo trdo na produ ob jezeru, zato je helikopter pričel poskakovati, in nazadnje se je eden od opornikov skrivil. Čeprav je bil helikopter resneje poškodovan, nista nobenih poškodb utrpela ne Ford ne njegov inštruktor pilotiranja. Ko ga je James Lipton, ki je tudi sam pilot, v oddaji Inside the Actor's Studio povprašal po nesreči, je dejal: »[Helikopter] sem pokvaril.«
Svoje letalo Harrison Ford pušča na letališču Santa Monica, čeprav letalo Bell 407 pogosto hrani tudi v Jacksonu, Wyoming, kjer z njim tudi leta, uporabil pa ga je že v dveh gorskih reševalnih in iskalnih akcijah v okrožju Teton. Na eni od akcij je našel in rešil pohodnico, ki se je izgubila. Ta naj bi se vkrcala na njegovo letalo Bell 407 in kmalu zatem bruhala v pokrivalo enega od reševalcev, vendar je šele veliko kasneje izvedela, kdo jo je rešil; kasneje je dejala: »Ne morem verjeti, da sem bruhala v helikopterju Harrisona Forda.«
Ford od vseh svojih letal največkrat pilotira letalo de Havilland Canada DHC-2 Beaver (N28S) in čeprav pravi, da ne mara favoriziranja, je večkrat dejal, da ima to letalo zelo rad, posebej zvok njegovega radia Pratt & Whitney R-985. S to vrsto letala se je prvič srečal na snemanju filma Šest dni, sedem noči in kmalu zatem si je tudi sam kupil svojega. Letališče Kenmore v Washingtonu hrani njegov rumeni in zeleni de Havilland Canada DHC-2 Beaver — slednji je bil včasih last ameriške vojske — ki imata posodobljeno letalsko elektroniko in motor. Igralec sam je dejal, da so njegovo letalo že odpeljali na letalske operacije organizacije CIA, kjer naj bi ga poškodovali s strelnim orožjem, tako da je moral kasneje luknje v letalu zakrpati sam. Velikokrat z letalom odleti na razna srečanja lastnikov podobnih letal.
Marca 2004 je Harrison Ford uradno postal vodja programa eksperimentalno letalsko društvo (Experimental Aircraft Association - EAA) organizacije Young Eagles. Greg Anderson, podpredsednik programa, ga je prosil, naj pozicijo prevzame potem, ko se je dolgoletni predsednik programa, general Charles »Chuck« Yeager odločil upokojiti. Na začetku je okleval, a se je mesto nazadnje odločil sprejeti, in že dve leti se pojavlja na vsakoletnih srečanjih Young Eagles, EAA AirVenture Oshkosh, v Oshkoshu, Wisconsin. Julija 2005 je na tem srečanju sprejel ponudbo, da na mestu ostane še naslednji dve leti. V sklopu programa je s svojimi letali, največkrat z letalom DHC-2 Beaver, v katerem je poleg igralca lahko sedelo še pet otrok, peljal že več 280 otrok. Sodeloval je že pri več prireditvah programa EAA v Driggsu, Idaho, mestu v bližini Jacksona, Wyoming.
Od leta 2009 je posnel že več spletnih reklam za kampanjo Splošno letalstvo služi Ameriki (General Aviation Serves America) društva lastnikov letal in pilotov (Aircraft Owners and Pilots Association - AOPA).
Ford je častni član humanitarne letalske organizacije Wings of Hope.
Kot povabljeni slavnostni gost je letel tudi z letali Blue Angels.
Letala Harrisona Forda
| Letala, ki jih ima v lasti trenutno - de Havilland Canada DHC-2 Beaver (N28S) - Aviat A-1B Husky (N6HY) - Cessna Citation Sovereign (N5GU) - Beechcraft B36TC Bonanza - Cessna 208B Grand Caravan - Waco Taperwing - Bell 407 | Letala, ki jih je imel v lasti v preteklosti - Cessna 525B CitationJet 3 - Gulfstream II - Gulfstream IV-SP - Pilatus PC-12 |

## Aktivizem

### Okoljevarstvo
Ford je podpredsednik organizacije Conservation International. Za svoje prizadevanje za ohranjevanje okolja je prejel nagrado Jules Verne Spirit of Nature Award.
Leta 1993 je arahnolog Norman Platnick novo vrsto pajka poimenoval Calponia harrisonfordi, leta 2002 pa je entomologist Edward O. Wilson novo vrsto mravelj poimenoval Pheidole harrisonfordi, s čimer je želel počastiti njegovo delo za organizacijo Conservation International.
Od leta 1992 je Ford sodeloval pri snemanju oglasov za promocijo ameriške okoljevarstvene organizacije EarthShare (pri oglasih je imel vlogo pripovedovalca).
Ford je govornik neprofitne organizacije Restore Hetch Hetchy, ki želi dolino Hetch Hetchy v narodnem parku Yosemite ohraniti v prvotnem stanju.

### Politika
Tako kot njegova starša je tudi Harrison Ford že vse življenje demokrat in dober prijatelj bivšega ameriškega predsednika Billa Clintona.
7. septembra 1995 je Harrison Ford pred ameriškim senatom za mednarodne odnose pričal v prid Dalajlame in samostojnega Tibeta. Leta 2008 je pripovedoval zgodbo v dokumentarnem filmu Dalai Lama Renaissance.
Leta 2003 je javno komentiral iraško vojno in dejal, da mora v Združenih državah priti do »spremembe režima«. Zaradi snemanja filmov z nasilno vsebino je kritiziral Hollywood in pozival k večjemu nadzoru nad orožjem v ZDA. Nasprotoval je predčasnim volitvam za guvernerja Kalifornije leta 2003 in dejal, da bi bilo narobe zamenjati Grayja Davisa z Arnoldom Schwarzeneggerjem.

### Arheologija
Po velikem uspehu, ki ga je požel z upodobitvijo arheologa Indiane Jonesa, je Harrison Ford tudi sam sodeloval pri nekaterih arheoloških akcijah. Je splošni sponzor Ameriškega arheološkega inštituta (Archaeological Institute of America - AIA), eno od najstarejših in največjih severnoameriških organizacij, ki se posveča svetu arheologije. Pomaga jim pri izobraževanju javnosti o arheologiji in pri preprečevanju plenjenja in nezakonite prodaje starin.

### Družbeno koristno delo
Harrison Ford prostovoljno streže hrano brezdomcem. 21. novembra 2007 je s še nekaj drugimi slavnimi osebnostmi, kot so Kirk Douglas, Nia Long in Calista Flockhart, hrano postregel losangeleškim brezdomcem na praznični večerji ob zahvalnem dnevu.

## Nagrade
Harrison Ford je bil nominiran za oskarja za najboljšega igralca za svoj nastop v filmu Priča, za katerega je prejel tudi nominacije za zlati globus in nagrado BAFTA v isti kategoriji. Na podelitvi zlatih globusov leta 2002 je prejel nagrado Cecila B. DeMillea, 2. junija 2003 pa je dobil tudi lastno zvezdo na Hollywood Walk of Fame. Poleg tega je bil za zlati globus za najboljšega igralca nominiran tudi za filme The Mosquito Coast, The Fugitive in Sabrina.
Leta 2006 je bil nagrajen z nagrado Julesa Vernea za svoje delo pri ohranjanju narave v raznih rezervatih. Podelitev nagrad je potekala v avditoriju Shrine v Los Angelesu, Kalifornija.
Na podelitvi nagrad Scream Awards leta 2007 je za upodobitev raznih ikonskih likov, kot sta Han Solo in Indiana Jones, prejel svojo prvo nagrado za filmskega junaka, leta 2008 pa je podobno nagrado prejel na podelitvi nagrad Spike TV's Guy's Choice Award.
Harrison Ford je leta 2000 prejel nagrado AFI Award za svoje življenjske dosežke.

## Filmografija
| Leto | Naslov                                                   | Vloga                                   | Opombe |
| ---- | -------------------------------------------------------- | --------------------------------------- | --- |
| 1966 | Dead Heat on a Merry-Go-Round                            | Postrežček                              | |
| 1966 | The Long Ride Home                                       |                                         | |
| 1967 | Luv                                                      | Nadležni motorist                       | |
| 1967 | A Time for Killing                                       | Poročnik Shaffer                        | Kot Harrison J. Ford |
| 1968 | Journey to Shiloh                                        | Willie Bill Bearden                     | |
| 1970 | Zabriskie Point                                          | Uslužbenec na letališču                 | |
| 1970 | Getting Straight                                         | Jake                                    | |
| 1970 | The Intruders                                            | Carl                                    | TV film |
| 1971 | Dan August                                               | Hewett                                  | TV serija, epizoda: »The Manufactured Man« |
| 1973 | Ameriški grafiti                                         | Bob Falfa                               | |
| 1974 | The Conversation                                         | Martin Stett                            | |
| 1975 | Judgment: The Court Martial of Lieutenant William Calley | Frank Crowder                           | TV film |
| 1976 | Dynasty                                                  | Mark Blackwood                          | TV film |
| 1977 | The Possessed                                            | Paul Winjam                             | TV film |
| 1977 | Vojna zvezd: Epizoda IV: Novo upanje                     | Han Solo                                | Nominiran — Saturn Award za najboljšega igralca |
| 1977 | Heroes                                                   | Ken Boyd                                | |
| 1978 | Force 10 from Navarone                                   | Poročnik Mike Barnsby                   | |
| 1978 | The Star Wars Holiday Special                            | Han Solo                                | TV film |
| 1979 | Apokalipsa zdaj                                          | Polkovnik Lucas                         | |
| 1979 | Hanover Street                                           | David Halloran                          | |
| 1979 | The Frisco Kid                                           | Tommy Lillard                           | |
| 1979 | More American Graffiti                                   | Bob Falfa                               | |
| 1980 | Vojna zvezd: Epizoda V: Imperij vrača udarec             | Han Solo                                | |
| 1981 | Indiana Jones in lov za izgubljenim zakladom             | Indiana Jones                           | Saturn Award za najboljšega igralca |
| 1982 | Iztrebljevalec                                           | Rick Deckard                            | |
| 1983 | Vojna zvezd: Epizoda VI: Vrnitev jedija                  | Han Solo                                | |
| 1984 | Indiana Jones in tempelj smrti                           | Indiana Jones                           | Nominiran — Saturn Award za najboljšega igralca |
| 1985 | Priča                                                    | Detektiv/Kapitan John Book              | Kansas City Film Critics Circle Award za najboljšega igralca Nominiran — Oskar za najboljšega igralca Nominiran — BAFTA Award za najboljšega igralca v glavni vlogi Nominiran — Zlati globus za najboljšega igralca - Filmska drama |
| 1986 | The Mosquito Coast                                       | Allie Fox                               | Nominiran — Zlati globus za najboljšega igralca - Filmska drama |
| 1988 | Frantic                                                  | Dr. Richard Walker                      | |
| 1988 | Working Girl                                             | Jack Trainer                            | |
| 1989 | Indiana Jones in zadnji križarski pohod                  | Indiana Jones                           | Nominiran — Saturn Award za najboljšega igralca |
| 1990 | Presumed Innocent                                        | Rusty Sabich                            | |
| 1991 | Regarding Henry                                          | Henry Turner                            | |
| 1992 | Patriot Games                                            | Jack Ryan                               | |
| 1993 | The Fugitive                                             | Dr. Richard David Kimble                | Nominiran — Zlati globus za najboljšega igralca - Filmska drama Nominiran — MTV Movie Award za najboljši nastop - Moški |
| 1994 | Neposredna nevarnost                                     | Jack Ryan                               | |
| 1995 | Sabrina                                                  | Linus Larabee                           | Nominiran — Zlati globus za najboljšega igralca - Glasbeni film ali komedija |
| 1997 | The Devil's Own                                          | Tom O'Meara                             | |
| 1997 | Air Force One                                            | Predsednik James Marshall               | Bambi Award za najboljšega igralca Nominiran — MTV Movie Award za najboljši pretep |
| 1998 | Šest dni, sedem noči                                     | Quinn Harris                            | People's Choice Award za najljubšega filmskega igralca |
| 1999 | Nemirna srca                                             | Poročnik William 'Dutch' Van Den Broeck | People's Choice Award za najljubšo filmsko zvezdo |
| 2000 | Potopljene sence                                         | Dr. Norman Spencer                      | Nominiran — People's Choice Award za najboljšega filmskega igralca |
| 2002 | K-19: Črna vdova                                         | Alexei Vostrikov                        | |
| 2003 | Hollywoodski kifeljci                                    | Poročnik Joe Gavilan                    | |
| 2004 | Water to Wine                                            | Jethro, voznik avtobusa                 | |
| 2006 | Požarni zid                                              | Jack Stanfield                          | |
| 2008 | Indiana Jones in kraljestvo kristalne lobanje            | Indiana Jones                           | Nominiran — National Movie Awards za najboljši nastop moškega igralca Nominiran — People's Choice Award za najljubšo moško filmsko zvezdo Nominiran — Saturn Award za najboljšega igralca                                           |
| 2008 | Dalai Lama Renaissance                                   | Pripovedovalec                          | Dokumentarni film |
| 2009 | Crossing Over                                            | Max Brogan                              | |
| 2009 | Brüno                                                    | On                                      | |
| 2010 | Izredni ukrepi                                           | Dr. Robert Stonehill                    | |
| 2010 | Jutranje veselje                                         | Mike Pomeroy                            | |
| 2011 | Kavboji in vesoljci                                      | Polkovnik Dolarhyde                     | Nominiran — Saturn Award za najboljšega stranskega igralca |
| 2013 | 42                                                       | Branch Rickey                           | |
| 2013 | Paranoja                                                 | Jack Goddard                            | |
| 2013 | Enderjeva igra                                           | Polkovnik Hyrum Graff                   | |
| 2013 | Anchorman: The Legend Continues                          |                                         | |
| 2014 | The Expendables 3                                        |                                         | |
| 2025 | Stotnik Amerika: Pogumni novi svet                       | Predsednik Thaddeus Ross/Rdeči Hulk     | |